# Pakokku
Pakokku är en stad i Myanmar. Den ligger i Magwayregionen, i den centrala delen av landet, 210 km nordväst om huvudstaden Naypyidaw. Pakokku ligger 70 meter över havet och folkmängden uppgår till cirka 90 000 invånare.

## Geografi
Terrängen runt Pakokku är platt. Runt Pakokku är det ganska tätbefolkat, med 207 invånare per kvadratkilometer. Trakten runt Pakokku består till största delen av jordbruksmark.